# Cormeilles (Eure)
Cormeilles je francouzská obec v departementu Eure v regionu Normandie. V roce 2010 zde žilo 1 174 obyvatel. Je centrem kantonu Cormeilles.

## Vývoj počtu obyvatel
Počet obyvatel 